# Kafr Buhum
Kafr Buhum (tiếng Ả Rập: كفر بهم, Syriac:, Kafar Bouhoum) là một thị trấn ở miền trung Syria, một phần hành chính của Tỉnh Hama, nằm ở 9 km về phía tây nam của Hama, 210 km (130 mi) về phía bắc Damascus và 160 km (99 mi) phía nam Aleppo. Các địa phương lân cận bao gồm al-Rabiaa và Matnin ở phía tây bắc, Tayzin ở phía bắc, al-Khalidiyah ở phía đông, Tell Qartal ở phía đông nam, Birin ở phía nam và al-Muah ở phía tây nam. Theo Cục Thống kê Trung ương Syria (CBS), Kafr Buhum có dân số 12.194 trong cuộc điều tra dân số năm 2004. Cư dân của nó chủ yếu là Kitô hữu. Nó là 330 mét (1082 ft) trên mực nước biển.

## Địa lý
Kafr Buhum nằm giữa Thung lũng Orontes ở phía đông và nam, Cao nguyên Masyaf ở phía tây, Cao nguyên Mahardah ở phía bắc và Cao nguyên Harbnafsah bazan ở phía tây nam. Địa hình của thị trấn ở phía đông và phía nam phẳng hơn phía bắc và phía tây.
Thị trấn có khí hậu Địa Trung Hải, trong đó mùa đông lạnh và mưa và mùa hè ấm và khô. Khí hậu bị ảnh hưởng bởi khoảng cách từ biển Địa Trung Hải, 80 km (50 mi) về phía tây, và bởi những ngọn núi ven biển.

## Từ nguyên
Tất cả các nguồn chỉ ra rằng phần đầu tiên của tên của thị trấn, Kafr, bắt nguồn từ tiếng Syriac có nghĩa là "trang trại" hoặc "làng". Phần thứ hai có một số ý nghĩa có thể, bao gồm, số nhiều của từ Syriac Pehmi có nghĩa là "đá", từ Syriac Buhum có nghĩa là "người đàn ông mạnh mẽ", Kafr Abu có nghĩa là "ngôi nhà lớn" và tiếng Ả Rập Ebham, có nghĩa là " ngón tay cái ". Tên thứ hai bắt nguồn từ một truyền thuyết địa phương cho rằng ngón tay cái của Saint George được chôn cất trong Nhà thờ Saint George của Kafr Buhum.

## Lịch sử
Việc định cư trong thị trấn có lẽ bắt đầu bằng sự di chuyển của người dân từ các hang động xung quanh, như được chỉ ra bởi bằng chứng khảo cổ học ở các sân thượng gần đó. Theo thời gian, mọi người từ các vùng khác nhau đã di cư đến Kafr Buhum.
Thị trấn cổ xưa và có thể được thành lập 2.000 năm trước. Đã có một số nhân vật tâm linh Kitô giáo quan trọng từ hoặc liên kết với Kafr Buhum trong suốt lịch sử. Trong số đó có Gregorios bin Fadil, giám mục dựa trên Aleppo đầu tiên của Giáo hội Hy Lạp Melkite, người vẫn còn ở Tân giáo từ năm 1540 đến 1582, thực hiện nghiên cứu về thần học và Sách Châm ngôn.
Kafr Buhum chứa nhiều nhà thờ lịch sử, bao gồm Nhà thờ Saint George ban đầu là một công trình kiến trúc cổ. Nó chứa các biểu tượng của thế kỷ 18 và 19 chủ yếu là của họa sĩ Hanna Saliba, các bản thảo của nhà thờ thuộc thế kỷ 17 và 18, và một số công cụ bạc cũ. Ngoài ra còn có Nhà thờ Saint Mary, có từ hơn 2.000   năm, như một ngôi đền La Mã cổ đại tồn tại trước khi Kitô giáo lan rộng. Ngoài ra còn có Shriens dành riêng cho St. John the Baptist, và Forty Martyrs of Sebaste, không rõ ngày tháng xây dựng. Ngoài ra còn có hai nhà thờ dành riêng cho Tiên tri Elijha: một là Công giáo Melkite có từ những năm 1960. Và cái còn lại là một nhà thờ Chính thống Hy Lạp, là một trong những nhà thờ lớn nhất trong thế giới Ả Rập, các công trình của nhà thờ này được khởi xướng vào năm 1998. Thị trấn chứa nhiều hang động và địa điểm khảo cổ.

## Quan hệ xã hội

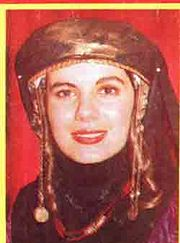
Trang phục truyền thống của một phụ nữ đã có chồng ở Kafr Buhum

Người dân của thị trấn đã làm việc trong các công việc thương mại, nông nghiệp và công nghiệp. Thị trấn hàng năm có rất nhiều nhỏ carnivals, nhưng quan trọng nhất và lớn nhất là Thứ Hai Phục Sinh (tiếng Ả Rập: اثنين الباعوث) (ngày thứ hai sau Chúa Nhật Phục Sinh), tất cả các hiệp hội tự nguyện của thị trấn tham gia vào lễ hội này, có nhiều chương trình và hơn 400   trẻ em đóng góp để được lễ hội hàng năm đặc biệt.
Thị trấn có một số lượng lớn các bác sĩ, kỹ sư và các chuyên gia khác, hầu hết là người nước ngoài. Kafr Buhum được biết đến với nghề nghiệp đá trắng của Bỉ, công trình xây dựng và người dân làm nông nghiệp và sản xuất. Họ sở hữu nhiều vùng đất xung quanh thị trấn nơi họ trồng ngô, bông, củ cải trắng và các loại cây trồng khác.